# Barbodes manguaoensis
Barbodes manguaoensis là một loài cá vây tia thuộc họ Cyprinidae.
Loài này chỉ có ở Philippines.